# Jean Alaux
Pour les articles homonymes, voir Alaux.
Jean Alaux, dit « le Romain », né le 15 janvier 1786 à Bordeaux et mort le 2 mars 1864 à Paris, est un peintre français.

## Biographie

### Famille
Jean Alaux est le second fils du peintre Pierre-Joseph Alaux (né en 1756 à Lautrec) et de Marie-Rose Gras-Lasalle (née en 1762 à Lautrec).
Il est le frère du peintre Jean-Pierre Alaux, dit Ozou, (1783, Lautrec - 1858, Vanves) et du peintre et lithographe Jean-Paul Alaux dit Gentil (1788, Bordeaux - 1858, Bordeaux).
Époux de l'artiste-peintre Fanny Alaux, il est l'ancêtre du peintre Jean-Pierre Alaux (1925-2020).

### Carrière
Jean Alaux est admis à l'École des beaux-arts de Bordeaux où il est élève de Pierre Lacour. Il est ensuite admis à la suite de l'École des beaux-arts de Paris dans l'atelier de Pierre-Narcisse Guérin, où il est condisciple d'Horace Vernet. Après avoir été lauréat du second prix de Rome en 1814, il obtient le premier prix de Rome en 1815 avec Briséis pleurant le corps de Patrocle dans la tente d'Achille. Alaux séjourne à Rome comme pensionnaire à la villa Médicis de 1817 à 1821 où il se lie d'amitié avec Ingres ; en 1818, ce dernier réalisera de lui deux portraits à la mine de plomb, tandis qu'Alaux réalisera L'Atelier d'Ingres (Montauban, musée Ingres-Bourdelle), une de ses œuvres les plus connues.
Peintre d'histoire, il bénéficie d'une large reconnaissance artistique et institutionnelle. Il expose au Salon de Paris à partir de 1824 et y obtient une médaille de 1re classe dès sa première participation. Nommé chevalier de la Légion d'honneur en 1828, il est promu officier du même ordre en 1841. Directeur de l'Académie de France à Rome de 1847 à 1852, il est élu membre de l'Académie des beaux-arts en 1851.
Sous la monarchie de Juillet, Alaux devient le peintre favori de Louis-Philippe. Ce dernier lui confie l'entière décoration de la salle des Généraux du château de Versailles. Alaux participe également à la décoration de la galerie des Batailles pour laquelle il peint La Bataille de Villaciosa (1836), La Prise de Valenciennes (1837) et La Bataille de Denain (1839). En 1854, Napoléon III le choisit pour la décoration de la grande coupole du palais du Luxembourg, qu'il veut sur le thème de L’Apothéose de Napoléon Ier. Alaux se voit confier la restauration des fresques du Rosso Fiorentino dans la galerie François Ier au château de Fontainebleau en 1858, ainsi que celles du Primatice de la galerie Henri II.
Jean Alaux meurt dans le 6e arrondissement de Paris le 2 mars 1864. Il est inhumé à Paris au cimetière de Montmartre (33e division), avenue Saint-Charles, avec son arrière-petit-neveu le peintre Gustave Alaux (1887-1965).

Œuvres de Jean Alaux
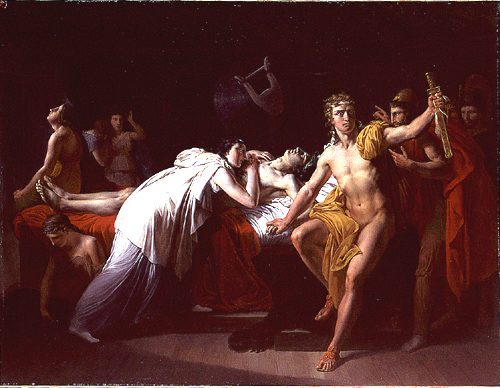
Briséis pleurant Patrocle (1815), Paris, École nationale supérieure des Beaux-Arts.
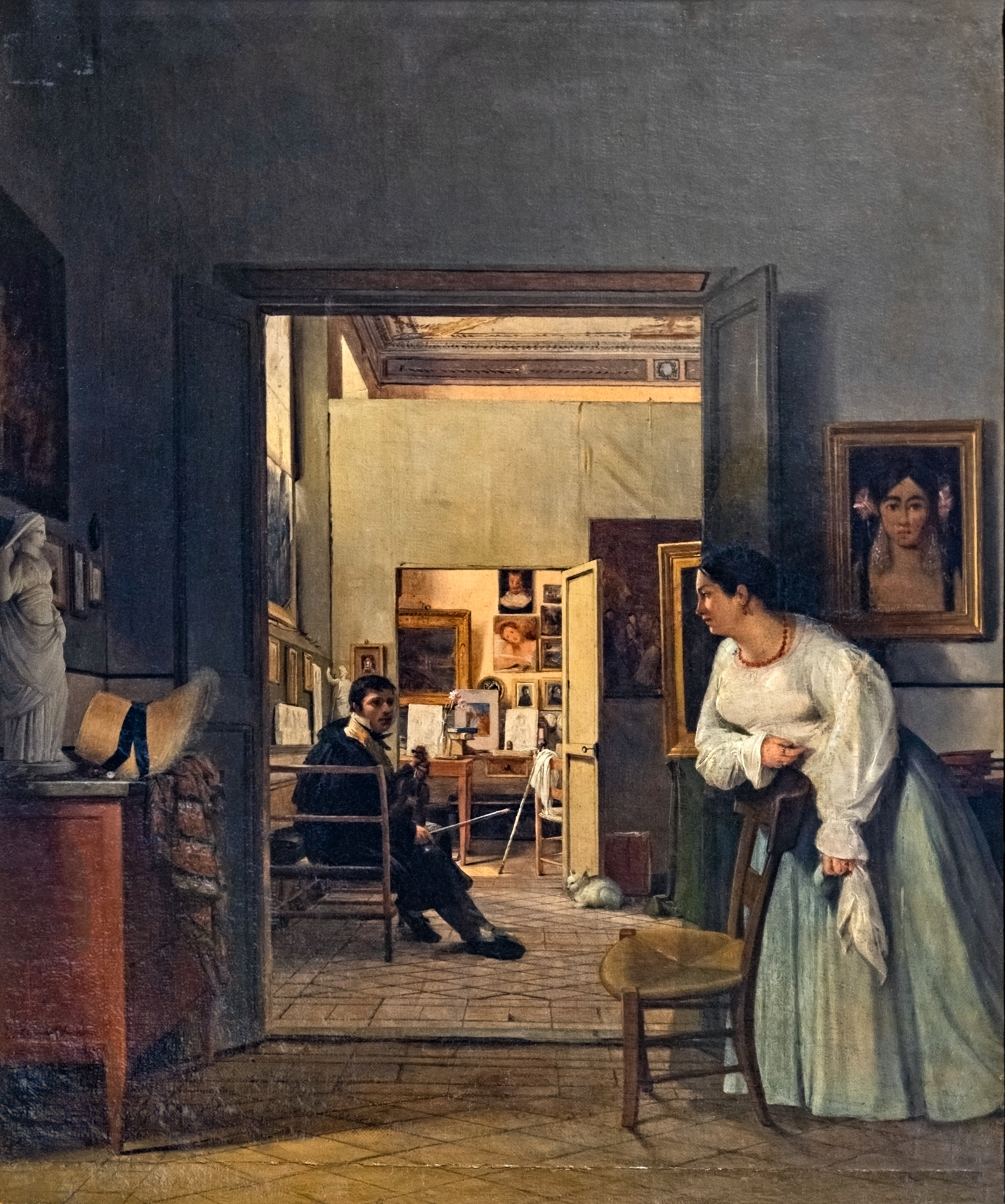
L'Atelier d'Ingres, (1818), Montauban, musée Ingres-Bourdelle.
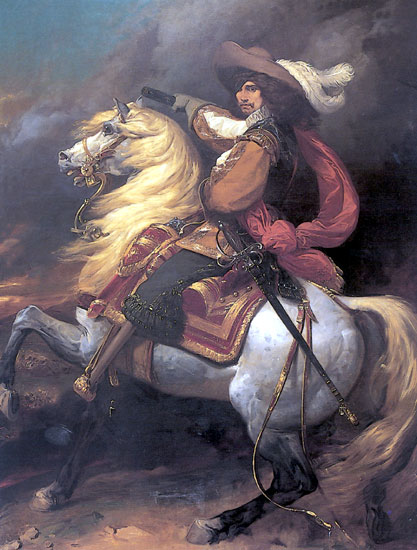
Portrait de Josias Rantzau (1834), musée des Beaux-Arts de Strasbourg.
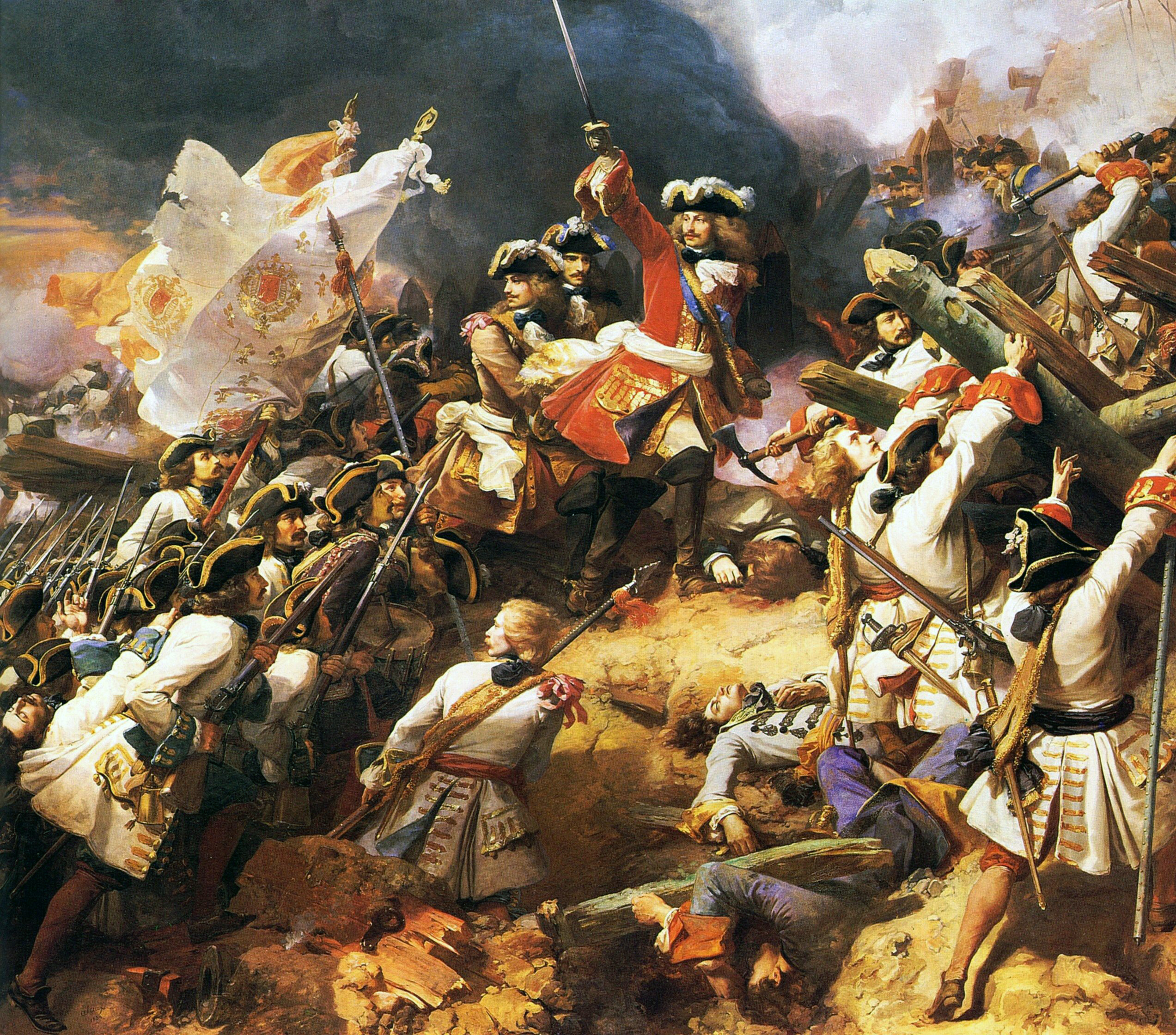
La Bataille de Denain (1839), château de Versailles.
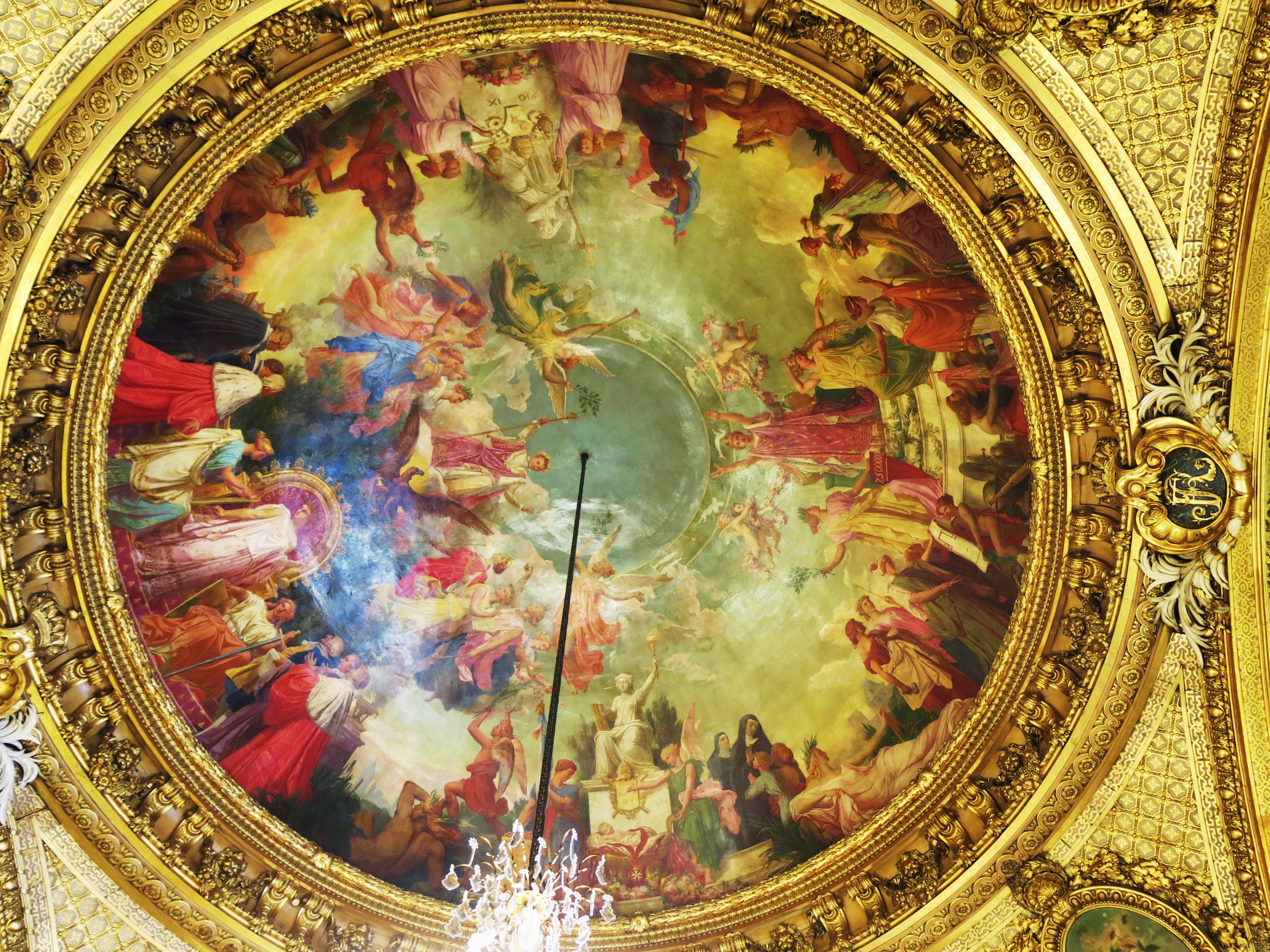
L’Apothéose de Napoléon Ier (vers 1854), Paris, palais du Luxembourg, coupole de la salle des Conférences.
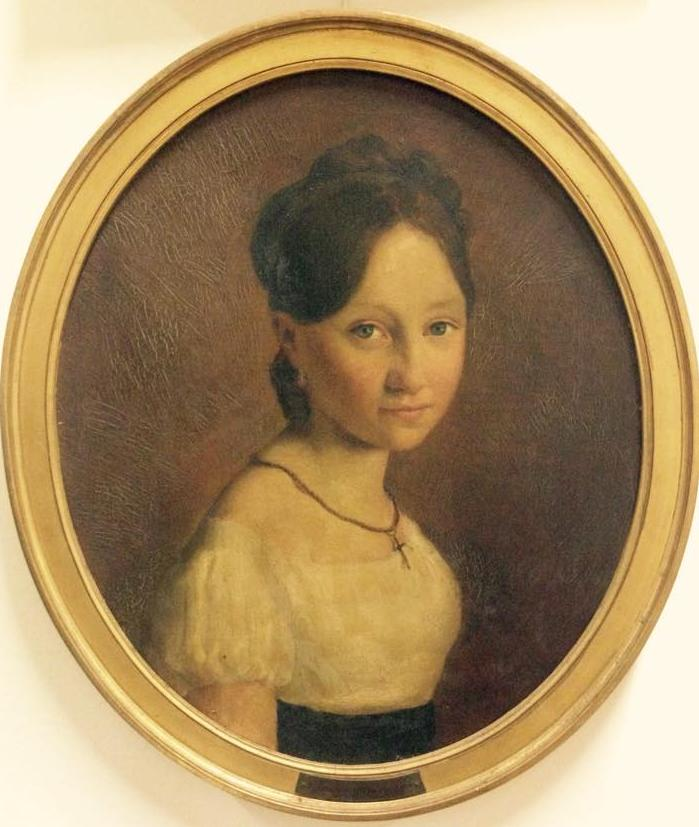
Portrait de Marie-Pauline Laurent, musée des Arts décoratifs et du Design de Bordeaux.

## Œuvres dans les collections publiques
- Bordeaux :
  - musée des Arts décoratifs et du Design : 
    - Portrait de Joseph et Pierre-François Roubeau, Inv.58.1.371 ;
    - Portrait de Monsieur Clouzet ainé, 1830, Inv. 58.1.415 ;
    - Vue de Castellamare, Inv. 58.1.860 ;
    - Vue d'Italie, Inv. 58.1.861 ;
    - Portrait de Pierre François Roubeau et de sa femme, Inv.58.1.983 ;
    - Portrait de Joseph Roubeau et de sa fille, Inv. 58.1.984 ;
    - Portrait d'Edouard Gaudart, 1823, Inv. 58.1.2588 ;
    - Portrait d'homme, 1836, Inv. 58.1.4139 ;
    - Portrait de Jules Jullien, Inv. 58.1.9092 ;
    - Portrait de Pauline Laurent, Inv. 58.1.899.

  - musée des Beaux-Arts :
    - Portrait de Madame Léon Fourcand, 1830 ;
    - Intérieur d'un temple avec figures en prières devant un autel, 1831 ;
    - Portrait du sculpteur Roman, 1829 ;
    - Diane et l'Amour ;
    - Le Jugement de Pâris, 1839 ;

- -     - Le Xanthe ;
    - Une jeune druidesse ;

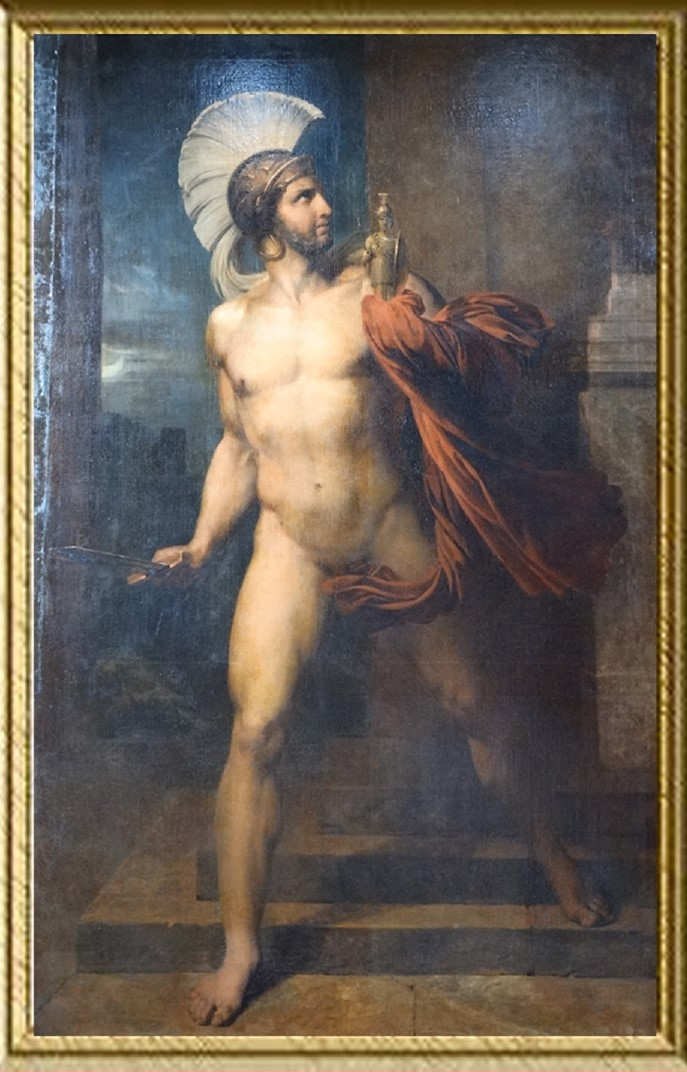
Diomède enlevant le palladium dans le temple de Minerve, Jean Alaux (1786-1864), huile sur toile, don de l'auteur en 1885, musée municipal de Semur-en-Auxois.

    - Vue de Bordeaux, prise entre la caserne Saint-Raphaël et l'église Sainte-Eulalie, Salon de 1831.
- Dijon, musée Magnin : La Cascade de Tivoli.
- Montauban, musée Ingres-Bourdelle : L'Atelier d'Ingres à Rome, 1818.
- Paris, palais du Luxembourg, coupole de la salle des Conférences : L’Apothéose de Napoléon Ier, vers 1854, huile sur plâtre[5].
- Semur-en-Auxois, musée municipal de Semur-en-Auxois, Diomède enlevant le palladium dans le temple de Minerve, huile sur toile, don de l'auteur en 1885.
- Versailles, musée de l'Histoire de France :
  - Onze dessins préparatoires pour les peintures de la galerie des batailles[6],[7].
  - galerie des batailles : 
    - La Bataille de Villaciosa, 1836, huile sur toile ;
    - La Prise de Valenciennes, 1837, huile sur toile ;
    - La Bataille de Denain, 1839, huile sur toile.

## Interprétation en gravure
- Valenciennes prise d'assaut par le Roi, 17 mars 1677, burin et eau-forte de Jean-François Pourvoyeur d'après Jean Alaux[8].

## Élèves
- Jean-Marie Oscar Gué (1809-1877)
- Marie-Pauline Laurent